# Miquel Surís i Baster
Miquel Surís i Baster (Sant Feliu de Guíxols (Girona), 31 de maig, 1825 - [?], 1854), fou escriptor i polític català.
Al Diccionario biográfico i bibliográfico de escritores y artistas catalanes del siglo XIX d'Antoni Elias i de Molins figura amb el cognom equivocat de Surós. Va ser diputat a Corts a les Constituents de 4 d'octubre de 1854 i va pronunciar diversos discursos sobre la sobirania nacional, declarant-se partidari de les idees més avançades. Des del 1840 fins al 1843 va estudiar a l'Institut de Barcelona agregat a la Universitat. el 1845 es va graduar de batxiller en filosofia i lletres; el 1847 va obtenir el títol de regent de segona classe per a l'assignatura de lògica. Des de 1843 fins a 1848 va cursar també jurisprudència, graduant-se de batxiller el 1848 i de llicenciat el 1850.

Amic íntim i condeixeble de l'economista i també diputat Sanromà i Creus, aquest va conservar una sentida semblança del malaguanyat escriptor arrabassat als trenta anys per una tuberculosi pulmonar. 
| « | <La seva intel·ligència havia entrat en vigor als deu i vuit anys. El seu fort eren els estudis filosòfics, Quedaves parat en sentir parlar aquell nen del panteisme oriental, del de Spinosa o de l'hegelià, de la doctrina socràtica, d'Aristòtil, dels escolàstics, de l'idealisme de Kant, de les darreres evolucions alemanyes.> | » |

## Obra
- La paz en el siglo XIX ó teoria sobre la constitución del poder político y rehabilitación del poder moral en Europa (Madrid, 1851);
- Arranjament d'un Curso de filosofía, del francès Gérusez (Madrid i Barcelona, 1847). Aquesta darrera obra estava destinada als establiments docents d'Espanya i va ser redactada conforme la programa publicat pel ministeri d'Instrucció Pública l'agost de 1846. Hi ha al final de l'obra una Ressenya històrica de la Filosofia a Espanya, on sembla haver tingut present les addicions de Ramon Martí i d'Eixalà al Manual de Jean-Françoise Amice.

Sense que puguem fer una afirmació absoluta, podem aventurar que Surís, hagués estat un excel·lent professor de la seva filosofia, ja que en la darrera d'aquestes obres, composta als vint-i-dos anys escassos, revela seguretat i maduresa de pensament.